# Konung Karl
Die Konung Karl, auch als Carolus Rex bezeichnet, war ein 108-Kanonen-Linienschiff (Dreidecker) der schwedischen Marine, das von 1694 bis 1771 in Dienst stand.

## Geschichte
Die spätere Konung Karl wurde von dem Schiffbaumeister Charles Sheldon auf der Marinewerft in Karlskrona gebaut, wo sie am 6. Oktober 1694 vom Stapel lief. Im Jahr 1700 war sie das Flaggschiff von Hans Wachtmeister während der schwedischen Gegenoffensive auf der dänischen Insel Seeland im Großen Nordischen Krieg (1700–1721). Im Jahr 1725 wurde das Schiff grundüberholt (Rebuilt) und blieb bis 1771 in Dienst, anschließend wurde es abgebrochen.

## Technische Beschreibung
Die Konung Karl war als Batterieschiff mit drei durchgehenden Geschützdecks konzipiert und hatte eine Länge von 54,44 Metern (Geschützdeck), eine Breite von 13,95 Metern und einen Tiefgang von 6,83 Metern bei einer Vermessung von 2.730 tons (bm). Sie war ein Rahsegler mit drei Masten (Fockmast, Großmast und Kreuzmast). Auf der Spitze des Bugspriets war zudem noch eine Mars und ein weiterer kleiner Mast, der Sprietmast angebracht, an dem ebenfalls noch ein kleines Rahsegel gesetzt werden konnte. Der Rumpf schloss im Heckbereich mit einem Heckspiegel, in den Galerien integriert waren, die in die seitlich angebrachten Seitengalerien mündeten. Diese waren aus Repräsentationsgründen durch Schnitzereien und Bildhauerarbeiten geschmückt. Die Beplankung des Schiffes war kraweel ausgeführt, das heißt, die Enden der Planken stießen stumpf aufeinander, so dass eine glatte Außenfläche entstand.

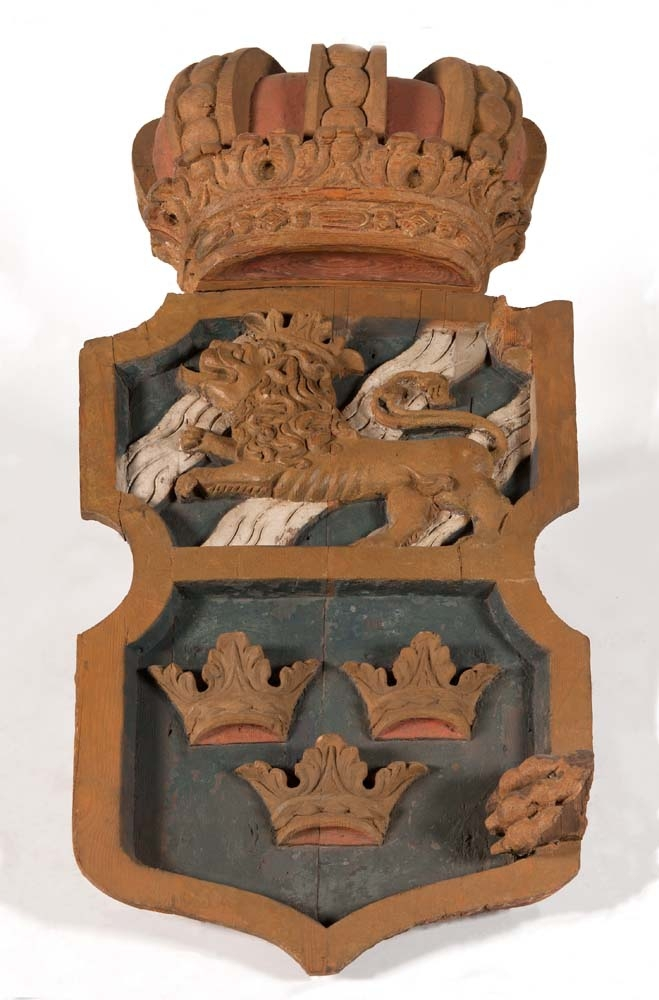
Wappenschild der Konung Karl
Technische Zeichnung der Konung Karl

Die Bewaffnung bestand bei Indienststellung aus 108 Kanonen, später reduziert auf 96 Kanonen.
|        | Unteres Batteriedeck            | Mittleres Batteriedeck | Oberes Batteriedeck | Backdeck       | Achterdeck     | Kanonen (Geschossgewicht) |
| ------ | ------------------------------- | ---------------------- | ------------------- | -------------- | -------------- | ------------------------- |
| Design | 10 × 36-Pfünder 20 × 24-Pfünder | 28 × 18-Pfünder        | 28 × 8-Pfünder      | 20 × 6-Pfünder | 20 × 6-Pfünder | 106 Kanonen               |
| 1694   | 10 × 36-Pfünder 22 × 24-Pfünder | 30 × 18-Pfünder        | 28 × 8-Pfünder      | 14 × 4-Pfünder | 14 × 4-Pfünder | 104 Kanonen (363,04 kg)   |

## Besatzung
Die Besatzung hatte eine Stärke von 850 Mann (700 Seeleute und 150 Seesoldaten).

## Ähnliche Schiffe
- Royal Louis – französisches 110-Kanonen-Linienschiffen (1693–1723)
- Fredericus Quartus – dänisches 110-Kanonen-Linienschiff (1699–1732)
- Royal Sovereign – englisch/britisches 100-Kanonen-Linienschiff (1702–1768)